# Franciscaines enseignantes du Tiers-Ordre régulier
Les Franciscaines enseignantes du Tiers-Ordre régulier sont une congrégation religieuse féminine enseignante de droit pontifical.

## Histoire
Le 1er juin 1888, les sœurs Jacinthe et Madeleine Zahalka ouvrent une maison de franciscaines de l'Immaculée Conception de Graz à Slatiňany. La communauté devient rapidement indépendante de la maison-mère avec l'approbation de l'évêque du diocèse de Hradec Králové (it). La première supérieure générale est Jacinthe Zahalka, qui veille à l'expansion de ses sœurs en Bohême et part en 1911 pour les États-Unis y établir sa congrégation.
L'institut est agrégé à l'ordre des frères mineurs le 27 mai 1920, il reçoit le décret de louange le 3 juin 1932 et l'approbation définitive du Saint-Siège le 2 février 1950.

## Activités et diffusion
Les sœurs se consacrent à l'enseignement et aux œuvres de charité.
Elles sont présentes en: 
- Europe : Italie, Tchéquie, Slovaquie.
- Amérique : États-Unis, Chili.
- Afrique : Afrique du Sud.
- Asie : Inde, Kazakhstan, Kirghizistan.

La maison-mère est à Rome. 
En 2017, la congrégation comptait 386 sœurs dans 52 maisons.